# Лос-Арр'єрос (Техас)
Лос-Арр'єрос (англ. Los Arrieros) — переписна місцевість (CDP) в США, в окрузі Старр штату Техас. Населення — 43 особи (2020).

## Географія
Лос-Арр'єрос розташований за координатами 26°30′57″ пн. ш. 99°5′4″ зх. д. / 26.51583° пн. ш. 99.08444° зх. д. (26.515769, -99.084520).  За даними Бюро перепису населення США в 2010 році переписна місцевість мала площу 0,09 км², уся площа — суходіл.

## Демографія
Згідно з переписом 2010 року, у переписній місцевості мешкала 91 особа в 26 домогосподарствах у складі 21 родини. Густота населення становила 1024 особи/км².  Було 26 помешкань (293/км²).
Расовий склад населення:
| - 100,0 % — білих |

До двох чи більше рас належало 0,0 %. Частка іспаномовних становила 86,8 % від усіх жителів.
За віковим діапазоном населення розподілялося таким чином: 36,3 % — особи молодші 18 років, 52,7 % — особи у віці 18—64 років, 11,0 % — особи у віці 65 років та старші. Медіана віку мешканця становила 26,5 року. На 100 осіб жіночої статі у переписній місцевості припадало 78,4 чоловіків;  на 100 жінок у віці від 18 років та старших — 81,2 чоловіків також старших 18 років.
Цивільне працевлаштоване населення становило 21 особа. Основні галузі зайнятості: освіта, охорона здоров'я та соціальна допомога — 81,0 %, мистецтво, розваги та відпочинок — 19,0 %.